# Элимский язык
Элимский язык — исчезнувший язык элимцев, населявших запад острова Сицилия в доримский период.

## Корпус
Хотя элимские надписи выполнены греческим алфавитом, ряд грамматических особенностей (в частности, генитив на «ai») свидетельствуют о негреческом языке надписей. Это около 170 фрагментов керамики с краткими надписями и несколько монет, обнаруженные при раскопках города Сегеста, а также несколько топонимов и личных имён. Все надписи датируются периодом VI—IV вв. до н. э. Большинство надписей весьма кратки и фрагментарны (всего несколько знаков).

## Алфавит
В своём развитии алфавит претерпел две стадии; на поздней стадии ряд букв вышли из употребления (фи, хи, пси), появились новые буквы (И, или «зеркальное N») или новации в начертании старых, изменилась орфография некоторых слов (например, «зеркальное N» вместо В).

## Лексика
Надёжно идентифицирована часто встречающаяся лексема emi «я есть». На вазе из Монтедоро содержится наиболее длинный элимский текст, который условно можно перевести как «Я [сосуд] являюсь [даром] от/для Ата Тука». Также известны ряд имён и топонимов (как из собственно элимских надписей, так и в греческой передаче).

## Морфология
Греческие топонимы на монетах имеют характерный суффикс -zib с неясным значением, напр. Сегеста — segestazib, Эрикс — erikazib.

## Классификация
Принадлежность к италийским, анатолийским или другим индоевропейским языкам является спорной; Симона Маркезини указывает, что о возможной принадлежности к последним могут говорить наличие падежей, а также глагол «быть».